# لغة كيكويو
الكيكويو أو غاكيو (ɣēkōjó] Gĩkũyũ ]) هي إحدى لغات عائلة البانتو التي يتحدث بها شعب كيكويو في كينيا. يتم التحدث بلغة كيكويو في المنطقة الواقعة بين نيري ونيروبي.عادة ما يحدد شعب كيكويو أراضيهم من خلال السلاسل الجبلية المحيطة في وسط كينيا والتي يسمونها Kĩrĩnyaga .

## اللهجات
لدى كيكويو أربع لهجات رئيسية مفهومة بشكل متبادل. يتم تقسيم مقاطعات المقاطعة الوسطى على طول الحدود التقليدية لهذه اللهجات، وهي Kĩrĩnyaga و Mũrang'a و Nyeri و Kiambu . تتكون Kikuyu من Kîrînyaga من لهجتين فرعيتين رئيسيتين Ndia و Gichugu اللذان يتحدثان لهجات Kĩndia و Gĩgĩcũgũ.لا يحتوي كل من Gicugus و Ndias على صوت "ch" أو "sh"، وسيستخدمان صوت "s" بدلاً من ذلك، ومن هنا يتم نطق "Gĩcũgũ" بدلاً من "Gĩchũgũ". لسماع كلمة Ndia ، يجب أن يكون المرء في كيروغويا أكبر مدينة في Kîrînyaga. تقع المدن الرئيسية الأخرى في Ndia، يث يتم التحدث بأشكال أنقى من اللهجة في مناطق زراعة الشاي من كاجومو، وتلال كانجيتا الباردة.أسفل المنحدرات توجد Kutus ، وهي مدينة ترابية مزدحمة بها العديد من التأثيرات من اللهجات الأخرى بحيث يصعب التمييز بينها. اللهجة منتشرة أيضًا في منطقة زراعة الأرز في مويا.
يمكن سماع الأنماط اللونية التي لا لبس فيها لهجة الجيتشوغو (والتي تبدو مثل ميرو أو امبو، وهي لغة شقيقة لـ الكيكويو) في مناطق زراعة البن في كيانياغا و Gĩthũre و Kathũngũri وماريجيتي. يتحول الجيتشوغو بسهولة إلى لهجات كيكويو الأخرى في محادثة مع بقاء الكيكويو.

## علم الأصوات
الرموز الموضحة بين قوسين هي تلك المستخدمة في قواعد الإملاء.

### الحروف المتحركة
|             | أمامي  | وسط | عودة  |
| ----------- | ------ | --- | ----- |
| عالي        | i      |     | u     |
| منتصف عالية | e (ĩ)  |     | o (ũ) |
| متوسط منخفض | ɛ (هـ) |     | ɔ (س) |
| منخفض       |        | a   |       |

### الحروف الساكنة
|         |                     | بلابيل  | طب الأسنان / </br> اللسان وسقف الفم | حنكي        | حلقي          | جلوتال |
| ------- | ------------------- | ------- | ----------------------------------- | ----------- | ------------- | ------ |
| انفجاري | voiceless           |         | t (ر)                               |             | k (ك)         |        |
| انفجاري | voiced prenasalised | ᵐb (mb) | ⁿd (nd)                             |             | ᵑɡ (نانوغرام) |        |
| شريكة   | شريكة               |         |                                     | ᶮdʒ (ᶮdʒ)   |               |        |
| الأنف   | الأنف               | m (م)   | n (ن)                               | ɲ (نيويورك) | ŋ (نانوغرام)  |        |
| احتكاكي | voiceless           |         |                                     | ʃ (ج)       |               | h (ح)  |
| احتكاكي | voiced              | β (ب)   | ð (عشر)                             |             | ɣ (ز)         |        |
| سائل    | سائل                |         | ɾ (ص)                               |             |               |        |
| تقريبي  | تقريبي              |         |                                     | j (ذ)       | w (ث)         |        |

غالبًا ما يتم نطق الحروف الساكنة قبل التسوية دون التماثل المسبق، وبالتالي /ᵐb ⁿd ᶮdʒ ᵑɡ/ غالبًا ما يتم إدراكها كـ[b d dʒ ɡ]

### النغمات
يحتوي كيكويو على نغمتين من المستوى (عالي ومنخفض)، نغمة منخفضة عالية، ونغمة هبوط.

## قواعد
ترتيب الكلمات المتعارف عليه لـ غاكايو هو (فاعل - فعل - مفعول به). يستخدم حروف الجر بدلاً من التعيينات، والصفات تتبع الأسماء 

## الأبجدية
كيكويو مكتوب بأبجدية لاتينية. انها لا تستخدم الحروف f l p q s v x z، ويضيف الحروف الأولى ويو. أبجدية كيكويو هي:
a b c d e g h i ĩj k m n o r t u ũ w y
يتم تمثيل بعض الأصوات بواسطة ديقرافس مثل ng للأنف الحلقي /ŋ/.

## عبارات عينة
| الإنجليزية          | Gĩkũyũ                          |
| ------------------- | ------------------------------- |
| كيف حالكم           | Ũhoro waku أو kũhana atĩa؟      |
| أعطني ماء           | هو سيد                          |
| كيف هي احوالك؟      | Ũrĩ ميجا؟ أو Wi mwega           |
| أنا جائع            | Ndĩ mũhũtu                      |
| ساعدني              | نديتيا                          |
| أنا جيد             | نديو ميجا                       |
| هل أنت صديق؟        | Wĩ موراتا؟                      |
| وداعا تبارك         | Tigwo na wega / Tigwo na thaayũ |
| انا احبك            | نونجوينديت.                     |
| تعال إلى هنا        | Ũka هاها                        |
| أنا سوف بالإتصال    | Nĩngũkũhũrĩra thimũ             |
| أنا مبارك           | Ndĩmũrathime                    |
| الله خير            | نجاي ني ميجا                    |
| إعطني مالا          | انه mbeca                       |
| توقف عن الهراء      | تيغا وانا                       |
| كورونا سينتهي قريبا | كورونا nĩĩguthĩra narũa         |

## الأدب
هناك مؤلفات بارزة مكتوبة بلغة كيكويو. على سبيل المثال، يعتبر مورجي وا كاجوغو (ساحر الغراب) للكاتب Ngũgĩ وا ثيونغو أطول كتاب معروف في كيكويو. المؤلفون الآخرون الذين يكتبون في كيكويو هم جاتوا ومبوغوا وويثورا ومبوثيا. نشرت مبوثيا أعمالًا متنوعة في أنواع مختلفة - مقالات وشعر وقصص أطفال وترجمات - في كيكويو. كما كتب الراحل وهم مطاحي أحيانًا في كيكويو.

## في الثقافة الشعبية
في عام 1983 فيلم حرب النجوم الحلقة السادسة، تتحدث الشخصية نين نونب بلغة كيكويو.

## روابط خارجية
- Robert Englebretson (ed.), "A Basic Sketch Grammar of Gĩkũyũ", 2015.
- Gikuyu alphabet and pronunciation at Omniglot
- African Language Resources
- Muigwithania 2.0 – First Kikuyu Newspaper revived on the Internet نسخة محفوظة 18 مايو 2020 على موقع واي باك مشين.
- PanAfrican L10n page on Gikuyu
- Gikuyu blog
- Gĩkũyũ Language Page (Wiki Created by Linguistic Field Methods Course at UMass Amherst)
- First Course in Kikuyu (vol. 1; see ref. for v2 & v3)
- My First Gikuyu Dictionary نسخة محفوظة 31 أكتوبر 2019 على موقع واي باك مشين.